# John Sebastian Helmcken
John Sebastian Helmcken (ur. 5 czerwca 1824 w Londynie, zm. 1 września 1920 w Victorii) – kanadyjski lekarz i polityk działający na przełomie XIX i XX w., związany z Kolumbią Brytyjską.

## Biografia i działalność
Najpierw studiował literaturę angielską i niemiecką, a następnie medycynę w londyńskim Guy's Hospital. Już w czasie studiów praktykował jako medyk okrętowy na statku Prince Rupert, należącym do Kompanii Zatoki Hudsona, odbywającym regularne rejsy pomiędzy Anglią a York Factory w dzisiejszej Manitobie. Od tego czasu podróże stały się jego pasją. Po ukończeniu studiów długo wojażował po świecie, odwiedzając m.in. Chiny i Indie, by w końcu osiąść na wyspie Vancouver, przyjmując posadę lekarza kompanijnego. Z czasem rozpoczął także karierę urzędniczą, zdobywając wysokie stanowisko w zarządzie Kompanii Zatoki Hudsona.
Równolegle z karierą zawodową zaangażował się w życie polityczne. W 1856 uzyskał mandat deputowanego do Zgromadzenia Legislacyjnego Wyspy Vancouver i utrzymał go do 1871. Sprawował także urząd Przewodniczącego Rady Legislacyjnej Kolumbii Brytyjskiej. Będąc członkiem elit politycznych, do tego zaangażowanym w wielki biznes, był celem ataków dla antyelitarystycznego polityka Amora De Cosmosa.
Helmcken był konserwatystą, lecz jego poglądy na temat przyszłości Kolumbii Brytyjskiej ulegały zmianom. Początkowo uważał, że kolonia jak i cała Kanada prędzej czy później zostanie wchłonięta przez Stany Zjednoczone. Nie był to wyraz poparcia dla ruchu na rzecz aneksji, lecz raczej fatalistyczny pogląd osobisty. W 1866 na krótko dołączył do obozu prokonfederatów, zbliżając się do Ligi Konfederacyjnej, lecz już w 1870 szedł do wyborów z obozem antykonfederatów. Także w czasie wielkiej debaty konfederacyjnej był jej przeciwnikiem. Jego antyunijne nastawienie wypływało z czysto praktycznych powodów. Uważał, że Kolumbia Brytyjska, oddzielona od Kanady olbrzymimi, niemal bezludnymi Terytoriami Północno-Zachodnimi, nigdy nie będzie miała szansy stać się integralną częścią Kanady. Mimo jego nieprzejednanego stanowiska, to on, a nie jak wcześniej planowano, prokonfederata John Robson, został członkiem delegacji negocjacyjnej. Trzyosobowa misja udała się do Ottawy przez terytorium Stanów Zjednoczonych. Wielodniowa podróż nowo wybudowanymi liniami kolejowymi i obserwacja żywiołowo rozwijającego się osadnictwa w USA, uświadomiła Helmckenowi, iż zagospodarowanie kanadyjskich pustkowi jest możliwe. Do Ottawy dotarł już jako zwolennik konfederacji. Jego powrót do kolonii, z wynegocjowaną umową konfederacyjną, niezupełnie zgodną z oczekiwaniami establishmentu politycznego, spotkał się z mieszanymi odczuciami. Helmcken stracił zaufanie swojego środowiska, konserwatywnych lojalistów, a nie pozyskał zwolenników wśród liberałów z Ligi Konfederacyjnej. W rezultacie, zgorzkniały, zdecydował się wycofać z czynnego życia politycznego. Mimo późniejszych licznych propozycji, m.in. objęcia fotela w senacie i stanowiska gubernatora porucznika Kolumbii Brytyjskiej, zaakceptował jedynie miejsce w Radzie Nadzorczej Kolei Transkanadyjskiej.
W 1871 powrócił do praktyki medycznej. Był założycielem i pierwszym przewodniczącym British Columbia Medical Society. Zmarł w wieku 96 lat w Victorii.